# Земская почта Никольского уезда
Земская почта Никольского уезда Вологодской губернии существовала с 1871 года. В уезде выпускались собственные земские почтовые марки (с 1884).

## История почты
Никольская уездная земская почта была открыта в 1871 году. Почтовые отправления отправлялись из уездного центра (города Никольска) один раз в неделю в волостные правления по Устюгско-Подосиновско-Орловскому, Тотемскому и Вятско-Вохомскому трактам. В 1872 году была установлена плата за доставку частных почтовых и денежных отправлений. Для оплаты доставки частной корреспонденции с 1884 года были введены земские почтовые марки.

## Выпуски марок
Пересылка частных почтовых отправлений оплачивалась земскими почтовыми марками, которые вначале печатались в частных типографиях в Москве, а затем, с 1913 года, — в ЭЗГБ. На них вначале были изображены гербы Вологодской губернии и Никольского уезда, а с 1889 года в обращении были новые земские марки, на которых вместо уездного герба изображён герб Никольска.

## Гашение марок
Марки гасились чернилами (перечёркиванием и надписыванием даты приема почтового отправления), а также круглыми, прямоугольными и овальными штемпелями.